# Nifont (Sapożkow)
Nifont, imię świeckie: Aleksandr Andriejewicz Sapożkow (zm. 7 października 1951) – rosyjski biskup prawosławny.

## Życiorys
Absolwent Kijowskiej Akademii Duchownej, był następnie asystentem inspektora seminarium duchownego w Kijowie.
W styczniu 1947 przyjął chirotonię na biskupa humańskiego, wikariusza eparchii kijowskiej. W ceremonii jako konsekratorzy wzięli udział egzarcha Ukrainy, metropolita kijowski i halicki Jan, biskup doniecki i woroszyłowgradzki Nikon oraz biskup kamieniecko-podolski i proskurowski Pankracy. W roku następnym został biskupem ufijskim i baszkirskim. W 1950 przeniesiony na katedrę żytomierską i owrucką. Urząd sprawował przez rok, do śmierci, której przyczyną był wrzód żołądka. Pochowany w Żytomierzu.